# Copaifera galedupa
Copaifera galedupa là một loài thực vật có hoa trong họ Đậu. Loài này được (Prain) Oken miêu tả khoa học đầu tiên năm 1841.